# Musée de la Libération de Paris - musée du Général Leclerc - musée Jean-Moulin
Pour les articles homonymes, voir Jean Moulin (homonymie).
Le musée de la Libération de Paris - musée du Général Leclerc - musée Jean-Moulin est un des quatorze musées de la ville de Paris gérés par l'établissement public administratif Paris Musées. Il prend la suite du musée du Général Leclerc de Hauteclocque et de la Libération de Paris - musée Jean-Moulin (1994-2018).
Il est inauguré le 25 août 2019 pour le 75e anniversaire de la libération de Paris. Sa directrice est Sylvie Zaidman, conservatrice en chef du patrimoine (docteure en histoire en 1989 sous la direction de Michelle Perrot, diplômée de l'Institut national du patrimoine, promotion Germaine Tillion - 2011).

## Situation et accès

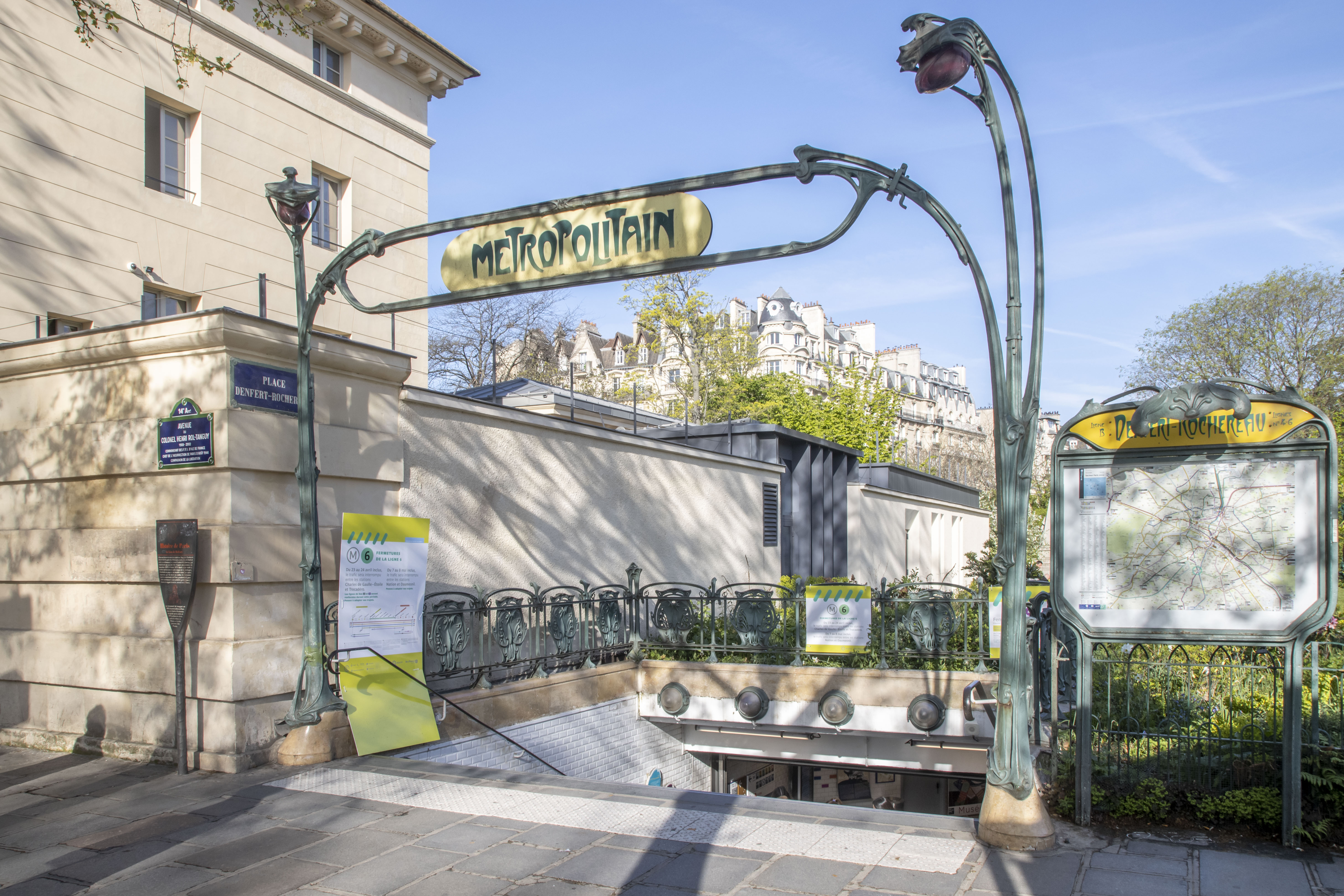
Entrée de la station de métro Denfert-Rochereau situé près du bâtiment.

Le musée est situé au 4, avenue du Colonel-Henri-Rol-Tanguy dans le 14e arrondissement de Paris, ancienne portion de la place Denfert-Rochereau, correspondant à l'emplacement de l'ancienne barrière d'Enfer.
L'entrée se positionne à proximité d'une entrée immédiate de la station de métro Denfert-Rochereau, permettant de rejoindre la ligne 4 et la ligne 6 du métro de Paris). Cette entrée de la station de métro, située au nord du bâtiment (côté place), est un édicule Guimard inscrit au titre des monuments historiques, qui existait déjà à l'époque de l'installation de l'état-major FFI puisqu'elle fut édifiée en 1909.
Le musée est également desservi par la ligne B du RER à la gare de Denfert-Rochereau.

## Histoire
À l'occasion du cinquantenaire de la libération de Paris, le mémorial du maréchal Leclerc de Hauteclocque et de la libération de Paris est inauguré le 24 août 1994, suivi par le musée Jean-Moulin le 3 septembre 1994. Il devient en 2011 le musée du Général Leclerc de Hauteclocque et de la Libération de Paris.
En raison, entre autres, de son manque de visibilité, avec moins de 15 000 visiteurs par an, il est décidé courant 2015, de transférer le musée au niveau de la place Denfert-Rochereau. Selon Sylvie Zaidman, la directrice du nouveau musée, l’ancien site de Montparnasse n’offrait « aucune visibilité sur la voie publique et était difficile d’accès pour les visiteurs ».
D'importants travaux sont effectués à l'arrière du bâtiment de Claude-Nicolas Ledoux (côté square), afin d'y installer une grande partie des futures salles du musée. Cette construction a fait l'objet d'un podcast par un site consacré à l'architecture.

## Musée

### Présentation

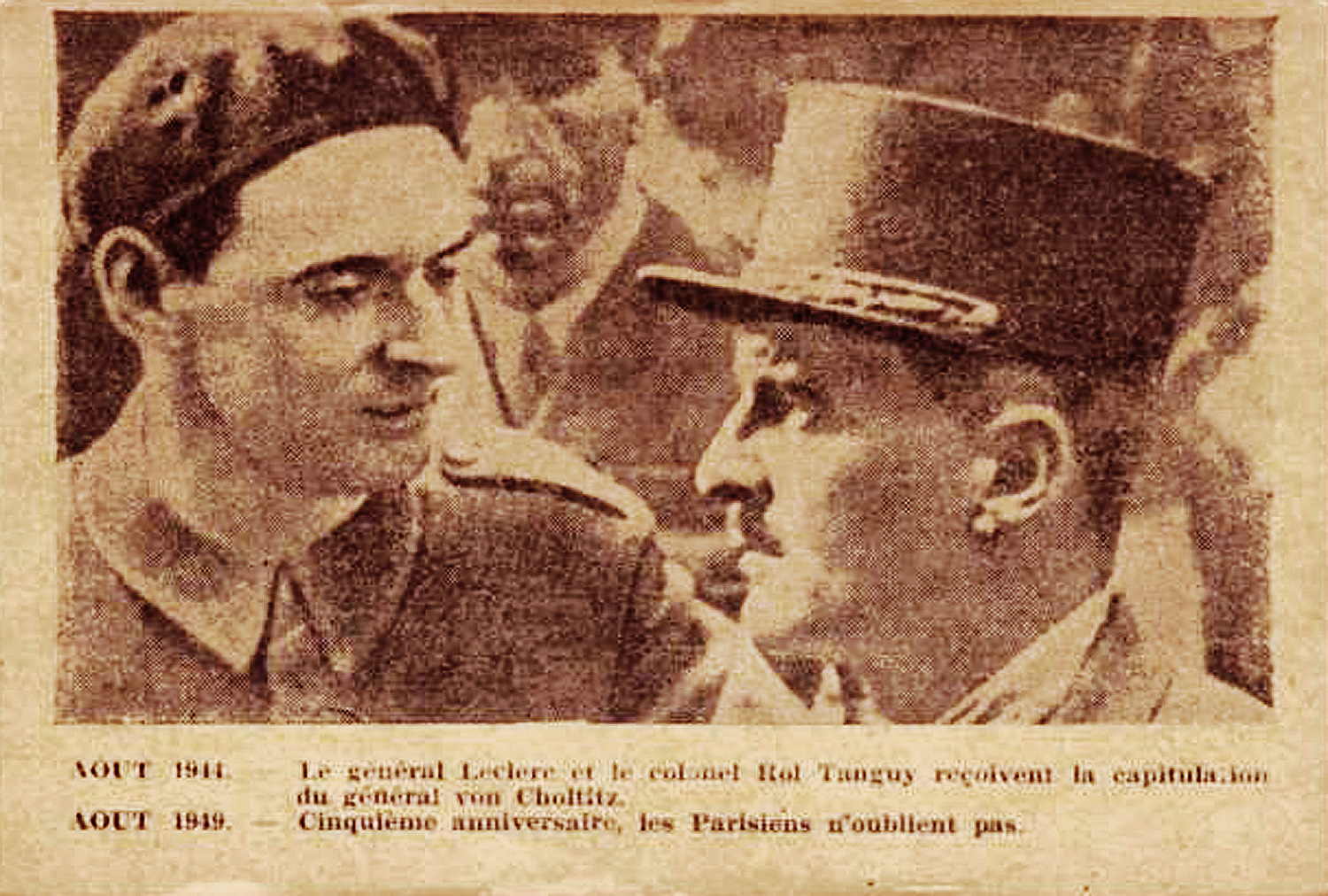
Photo datant de 1944 prise par un membre de l'état-major de Rol-Tanguy ou de Leclerc.

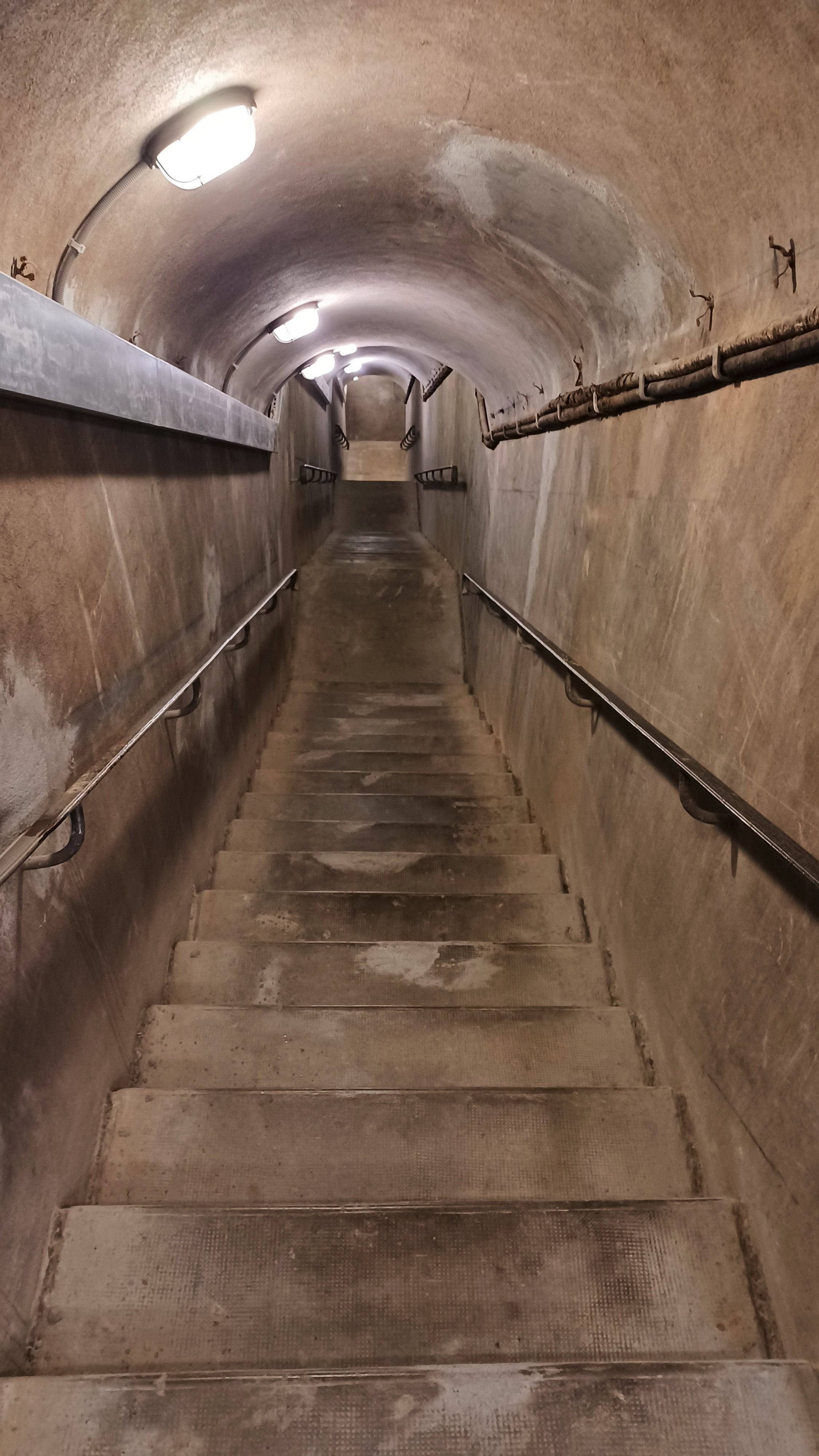
Escalier menant à l'abri de défense passive.

À l'occasion du 75e anniversaire de la libération de Paris, le mémorial du maréchal Leclerc de Hauteclocque et de la libération de Paris est inauguré le 25 août 2019. La décision de le déplacer et d'agrandir le musée a été pris par Anne Hidalgo en 2015 pour l'installer dans les pavillons de l’architecte Claude-Nicolas Ledoux, conçus en 1787, au sud de la place Denfert-Rochereau.
Sous le pavillon ouest se trouve un abri de défense passive où le colonel Rol-Tanguy installe son PC le 20 août 1944, dès le début de l’insurrection populaire contre l’occupant et qui voit déboucher quatre jours plus tard les premiers détachements de la 2e DB. Le chantier démarre en mai 2017 et le transfert des collections après l'été 2018 pour un budget de 20 millions d'euros, dont 13 financés par la Ville.
Le nouveau site a une surface d'exposition de 2 500 m2 d'exposition, dont 660 m2 destinés aux collections permanentes, 140 m2 aux expositions temporaires et 160 m2 au centre de documentation. Le musée rassemble près de 300 objets. Documents originaux et photographies, des uniformes, des affiches, des journaux ainsi que des témoignages audiovisuels.
L'ancien PC militaire des FFI, situé en sous-sol, peut faire l'objet de visite en limitant celle-ci à des groupes de dix-huit personnes au maximum, et sur inscription préalable. Les visiteurs peuvent également découvrir les vestiges du standard téléphonique, le bureau du colonel Rol-Tanguy, le secrétariat où travaillait son épouse Cécile, ainsi qu'un cyclo-pédaleur qui permettait alimenter l'abri de défense passive en électricité en cas de panne ou de coupure.
Les dernières salles du musée abritent de nombreux documents d'archives consacrés à la semaine de combats de rue et à la journée d'opérations militaires qui ont abouti à la Libération de la capitale.

### Évocation
Selon l’historien André Kaspi, professeur émérite à l'université Paris 1 Panthéon-Sorbonne :

« Le musée fait revivre des jours, à la fois tragiques et glorieux. Jean Moulin, héros et martyr de la Résistance, parvint à unir celles et ceux qui combattaient l’Occupant nazi. Philippe Leclerc de Hauteclocque, à la tête de la 2e Division blindée, contribua à la libération de Paris. L’un et l’autre ont entretenu "la flamme de la Résistance" que le général de Gaulle avait allumée dans son appel du 18 juin 1940. »

## Expositions
- 2020 : 1940 : Les Parisiens dans l'exode
- 2022 : Femmes photographes de guerre[14].